# Mlaka pri Kranju
Mlaka pri Kranju – wieś w Słowenii, w gminie miejskiej Kranj. W 2018 roku liczyła  mieszkańców. 